# Glockendon-Bibel
Die sogenannte Glockendon-Bibel ist eine illustrierte Handschrift des Neuen Testaments in frühneuhochdeutscher Sprache. Sie wird in der Herzog-August-Bibliothek in Wolfenbüttel aufbewahrt und trägt dort die Signatur Cod. Guelf. 25. 13 und 14 Extravagantes.

## Textgrundlage und Auftraggeber
Es handelt sich um eine Abschrift von Martin Luthers Erstdruck des Neuen Testaments (Septembertestament). Die Nürnberger Werkstatt Glockendon schrieb den gedruckten Text in den Jahren 1522 bis 1524 von Hand ab. Auftraggeber war der spätere Kurfürst Johann Friedrich von Sachsen, der mit dieser kostbaren Version von Luthers Text herausstellte, welche Bedeutung die Übersetzung des Neuen Testaments ins Deutsche für ihn hatte. Zum praktischen Gebrauch war diese Bibelausgabe weniger geeignet und auch nicht gedacht.
Die Glockendon-Bibel besteht aus zwei Bänden mit 2270 nummerierten Seiten aus Pergament im Format 32 × 32 Zentimeter.

## Einband
Die relativ klobigen Einbände fertigte Johann Schomacker in Bremen. Es handelt sich um Holzdeckel, mit grünem Samt überzogen, mit bronzenen Schließen sowie gravierten Messingplatten auf den Vorderdeckeln und Messingecken. Die Bücher werden in buchförmigen, lederbezogenen Holzkästen aufbewahrt.

## Die Arbeit der Kalligrafen
Die Werkstatt Glockendon schrieb den Text in großer kalligrafischer deutscher Kanzleischrift ab (19 Zeilen pro Seite). Mit roter Tinte wurden Überschriften und Initialen hervorgehoben.

## Die Arbeit des Buchmalers
Nach der Signatur S. 2100 und 2257 wurde der Bibeltext von Nikolaus Glockendon illuminiert. Er benutzte gelegentlich Bilder von Albrecht Dürer als Vorlage. Das variantenreich dargestellte Thema der Briefübergabe an einen Boten bezieht sich auf die Überlieferung biblischer Texte bis in die Gegenwart und damit indirekt auf die Übersetzung durch Martin Luther. Neben Randleisten mit ländlichen Szenen, Jagd- und Kampfszenen schuf er folgende ganzseitige Bilder, die meisten davon im zweiten Band, der mit der Apostelgeschichte beginnt:
- S. 1: Der Evangelist Matthäus schreibend in einer Stube.
- S. 253: Der Evangelist Markus am Schreibpult, ein fertiges Blatt ablegend.
- S. 417: Der Evangelist Lukas in einem Bücherzimmer am Schreibpult.
- S. 709: Der Evangelist Johannes auf der Insel Patmos, in ein Buch schreibend, das er auf dem Knie hält. Im Hintergrund eine Insellandschaft.
- S. 939: Apostelgeschichte. Maria am Pfingsttag im Kreis der Jünger.
- S. 1233: Römerbrief. (Illustration fehlt).
- S. 1409: 1. Korintherbrief.  Paulus tritt aus der Tür und übergibt den Brief einem Boten.
- S. 1529: 2. Korintherbrief. Paulus wendet sich in der Tür um und gibt dem aufbrechenden Boten Anweisungen.
- S. 1599: Galaterbrief. Paulus wirft noch einen Blick auf sein Schreiben, während der Bote wartet.
- S. 1603: Galaterbrief. Paulus in einer Halle am Pult. Der Bote steckt den Brief in seine Tasche.
- S. 1644: Epheserbrief. Die Briefübergabe findet in einer Vorhalle statt.
- S. 1685: Philipperbrief. Paulus in der Schreibstube. Vorbild ist Dürers Kupferstich Der heilige Hieronymus im Gehäus.
- S. 1715: Kolosserbrief. Die Briefübergabe findet auf einer Freitreppe statt.
- S. 1744: Erster Thessalonicherbrief. Wieder eine Szene mit Freitreppe; der Bote ist von Bewaffneten umgeben, im Hintergrund ein Burghof.
- S. 1772: Zweiter Thessalonicherbrief. Briefübergabe mit Blick durch ein Hoftor auf eine Straße.
- S. 1789: Erster Timotheusbrief. Briefübergabe am Tisch.
- S. 1821: Zweiter Timotheusbrief. Briefübergabe an der Tür.
- S. 1846: Titusbrief: Briefübergabe in einer Halle.
- S. 1862: Philemonbrief. Briefübergabe vor einem Stadtpanorama.
- S. 1873: Erster Petrusbrief. Vision des Petrus vom Schlachten unreiner Tiere (Apostelgeschichte 10).
- S. 1908: Zweiter Petrusbrief. Petrus im Gefängnis, der Bote tritt ein.
- S. 1966: Erster Johannesbrief. Johannes auf Patmos. Christuserscheinung am Himmel.
- S. 1967: Zweiter Johannesbrief. Johannes am Tisch lesend, der Bote verlässt ihn.
- S. 1977: Hebräerbrief. Briefübergabe vor einem Haus.
- S. 2070: Jakobusbrief. Jakobus übergibt den Brief aus einem Alkoven heraus an den Boten.
- S. 2079: Judasbrief. Briefübergabe an einem Tisch. Durch die Galerie Blick auf eine Gebirgslandschaft.
- S. 2112: Offenbarung. Johannes blickt von einem Buch auf und sieht in der Ferne sieben Leuchter.
- S. 2116: Offenbarung 1,12ff. Christus zwischen den sieben Leuchtern.
- S. 2139: Offenbarung 4,2ff. Gott auf dem Regenbogen thronend.
- S. 2149: Offenbarung 6,1ff. Die apokalyptischen Reiter.
- S. 2153: Offenbarung 6,9ff. Die Märtyrer.
- S. 2155: Offenbarung 6,12ff. Die Sterne fallen vom Himmel.
- S. 2158: Offenbarung 7. Die 144 000 Versiegelten. (Handschriftliche Notiz von Ferdinand Albrecht unter dem Bild, ca. 1682: Die drei an ihre Stirne gezeichnete sollen bedeuten, die drei Recht-gläubige Evangelische Lehrer Vnserer reinen Lutherischen Kirchen, D. Martinus Lutherus, Philippus Melanchthon, und D. Justus Jonas, der vierte aber so der Engel noch zeichnet, D. Johannes Bugenhagen, nobilis aus Pommern, communiter D. Pomeranus genant. Die Darstellung der Versiegelten durch Glockendon legt diese Identifizierung nicht nahe.[2])
- S. 2165: Offenbarung 8. Die Engel mit den Posaunen.
- S. 2170: Offenbarung 9. Die Plagen aus dem Abgrund.
- S. 2175: Offenbarung 9,13ff. Die vier Strafengel.
- S. 2179: Offenbarung 10. Der Engel mit dem Büchlein.
- S. 2184. Offenbarung 11. Die beiden Zeugen.
- S. 2190. Offenbarung 12. Die Frau und der Drache.
- S. 2202: Offenbarung 13. Die beiden Tiere.
- S. 2209: Offenbarung 14. Das Lamm und die Seinen.
- S. 2214: Offenbarung 14,17ff. Die Kelter des Zornes.
- S. 2218: Offenbarung 15. Das Lied der Überwinder.
- S. 2219: Martin Luther und der Apostel Paulus jagen den als Wolf dargestellten Papst.
- S. 2225: Offenbarung 16. Die Schalen des Zornes.
- S. 2232: Offenbarung 17. Die Hure Babylon.
- S. 2245: Offenbarung 19,11ff. Der Reiter auf dem weißen Pferd.
- S. 2250: Offenbarung 20. Das Tausendjährige Reich.
- S. 2256: Offenbarung 21. Das Neue Jerusalem.

Unter den Illustrationen auf Randleisten ist S. 1963 mit der Darstellung einer Spinnstube besonders interessant, wegen der hier dargestellten Form des Spinnrads.

## Überlieferungsgeschichte
1682 erwarb Anton Günther Schwerdtfeger aus Bremen die Glockendon-Bibel von dem Freiherrn zu Erssken, im Auftrag des Büchersammlers  Herzog Ferdinand Albrecht I. von Braunschweig-Wolfenbüttel.  Die Bibel gehörte zum ursprünglichen Bestand seines Kunst- und Raritätenkabinetts. Deshalb wurde sie 2012 auf Schloss Bevern im Rahmen der Sonderausstellung „400 Jahre Weserrenaissance“ gezeigt.